# Kathedraal van Montauban

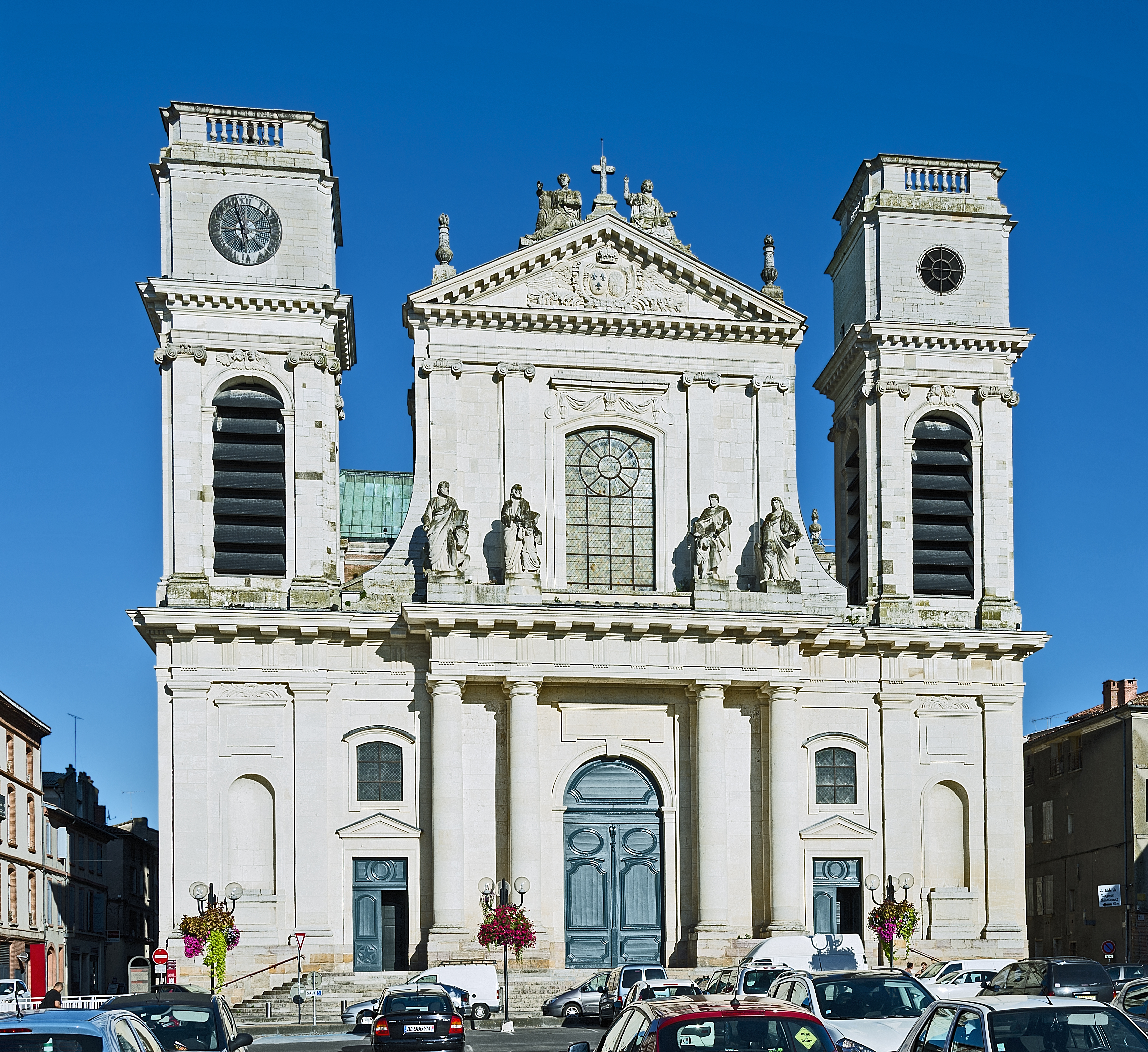
Voorgevel aan de Place de Monges

De Kathedraal van Montauban (Frans: Cathédrale Notre-Dame-de-l'Assomption de Montauban) is een rooms-katholieke kerk uit de 17e en het begin van de 18e eeuw in de Franse stad Montauban en kathedraal van het bisdom Montauban. De kathedraal is gelegen aan de Place de Monges.
De kathedraal werd gebouwd op het hoogste punt van het stadscentrum en steekt met zijn witte natuursteen af tegen de gebouwen in roze baksteen van het oude Montauban. De kathedraal werd gebouwd in de 17e eeuw in het kader van de contrareformatie als teken van de hernieuwde macht van de Katholieke Kerk in Montauban, dat een bolwerk was geweest van de hugenoten. Opvallend zijn de grote standbeelden van de vier evangelisten op de façade van de kathedraal. Het belangrijkste kunstwerk in de kathedraal is het schilderij Le Vœu de Louis XIII van Jean Auguste Dominique Ingres.

## Geschiedenis

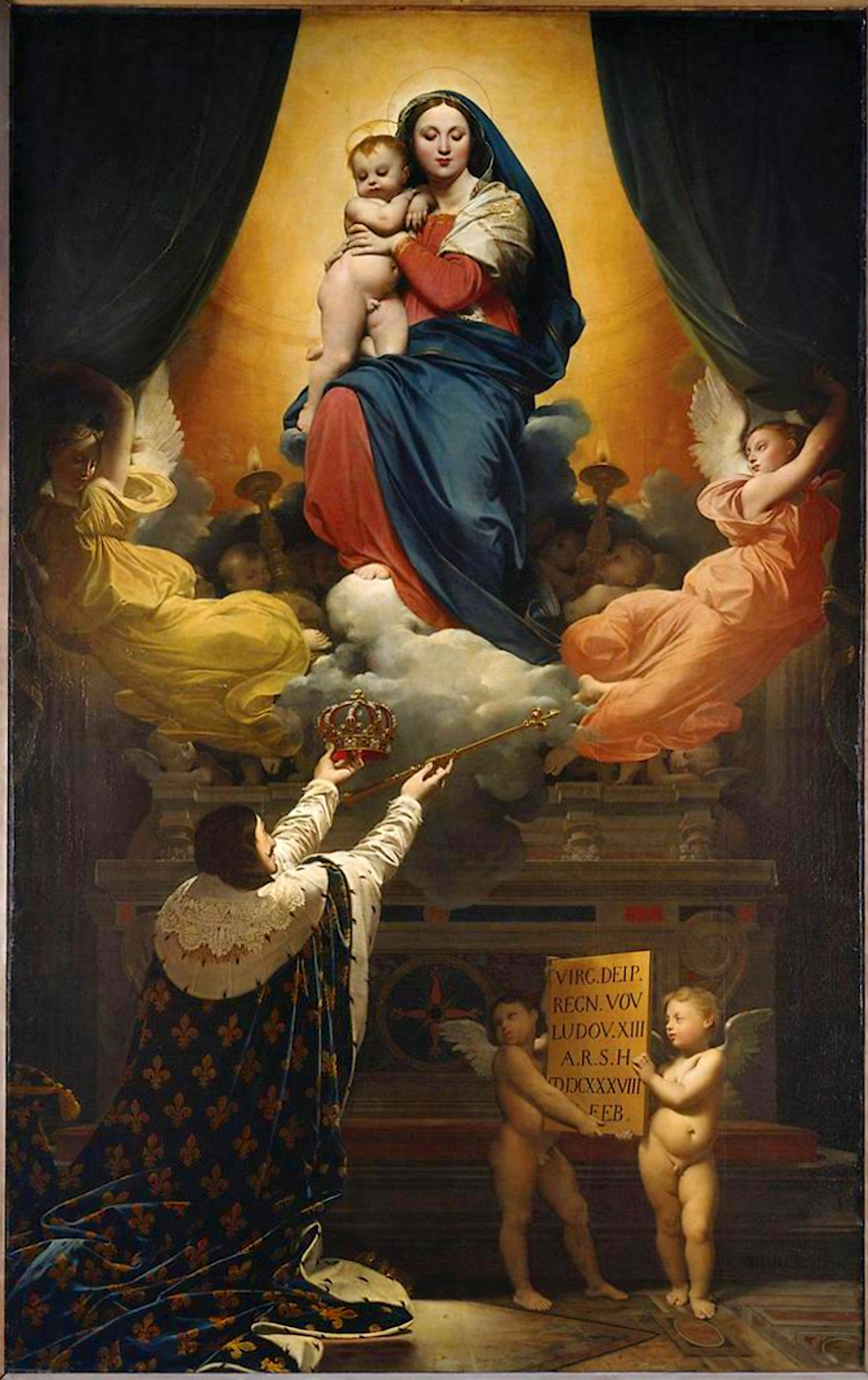
Le Vœu de Louis XIII

Koning Lodewijk XIV besliste in 1685 om een nieuwe kathedraal te laten bouwen in Montauban om zijn gezag er te laten gelden. De stad was tijdens de Hugenotenoorlogen een bolwerk van de hugenoten. Ze weerstond een maandenlange belegering door het leger van koning Lodewijk XIII in 1621 en gaf zich pas over aan de koning in 1629. Tijdens de reformatie was de oude kathedraal van Montauban afgebroken door de protestanten en de kerk Saint-Jacques deed sindsdien dienst als kathedraal van het bisdom Montauban. Er werd geld ingezameld voor de bouw en in 1691 werd een locatie gekozen, het hoogste punt van de oude stad. Voor de bouw moesten verschillende huizenblokken worden afgebroken. Aan de bouw werkten achtereenvolgens de architecten François d’Orbay, Jules Hardouin-Mansart en Robert de Cotte. De kathedraal werd in 1739 ingewijd door bisschop Michel de Verthamon de Chavagnac.
De kathedraal werd in 1906 beschermd als historisch monument.

## Beschrijving
De kathedraal is 87 meter lang en het transept is 38 meter breed.
De voorgevel bestaat uit een fronton geflankeerd door twee torens. Het centrale deel is versierd met het wapenschild van de Franse koning en monumentale standbeelden van de vier evangelisten van beeldhouwer Marc Arcis. De originelen die erg verweerd zijn, werden binnenin de kathedraal geplaatst en op de façade vervangen door kopieën.
Het interieur is licht door de hoge ramen met wit glas. Opmerkelijke stukken in het interieur zijn:
- het orgel uit notenhout uit de 17e eeuw;
- de preekstoel uit de 18e eeuw;
- een baldakijn uit de 19e eeuw;
- de kerkschat in de grote sacristie.

Topstuk is het schilderij Le Vœu de Louis XIII van Jean Auguste Dominique Ingres in de noordelijke transept. Ingres, die werd geboren in Montauban, maakte het schilderij tussen 1820 en 1824 in opdracht van de Franse staat. Hij was in 1826 persoonlijk aanwezig bij de inhuldiging van het schilderij, dat koning Lodewijk XIII voorstelt die zijn koninkrijk opdraagt aan de Heilige Maagd.

## Afbeeldingen

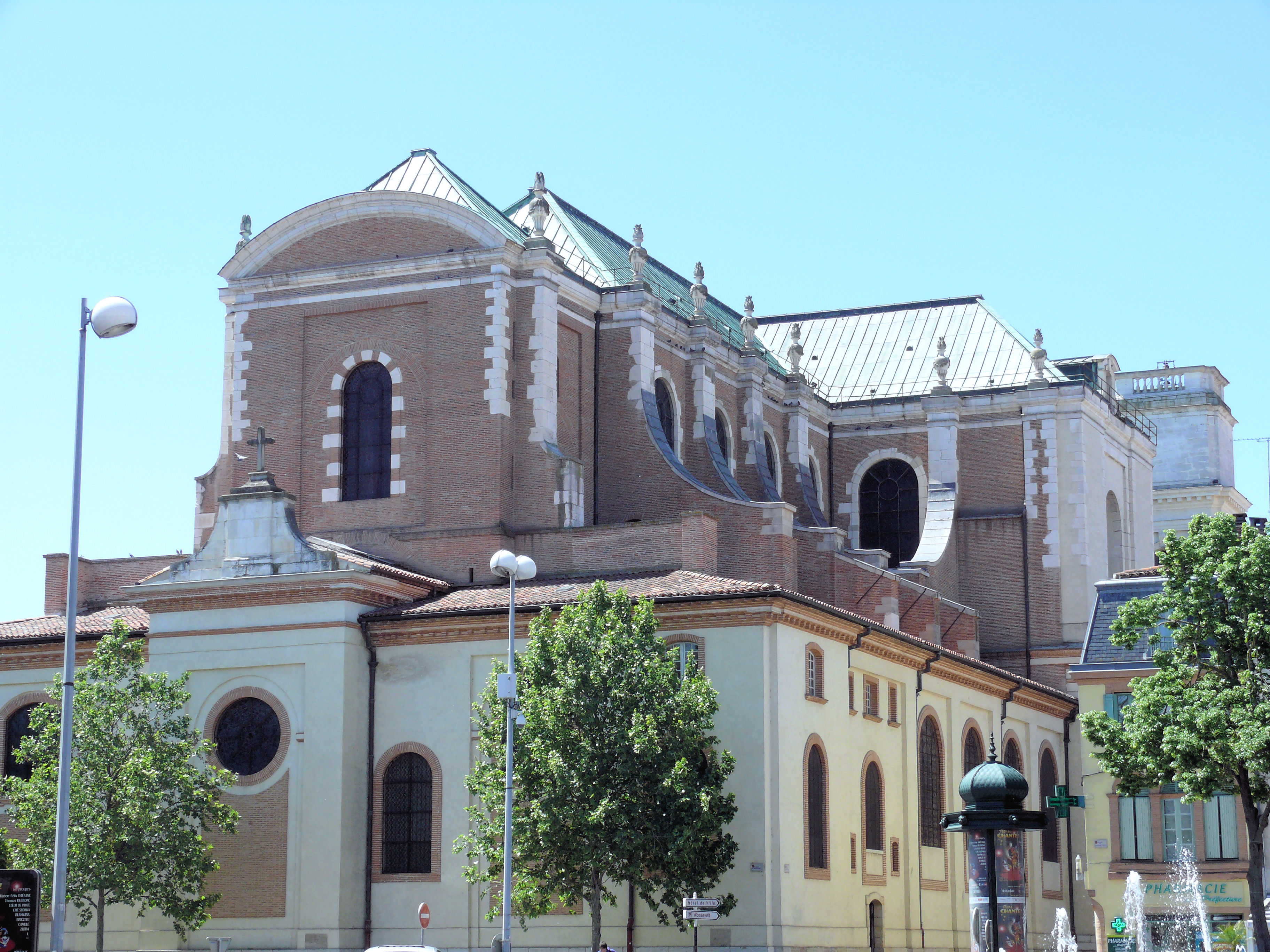
Achterzijde
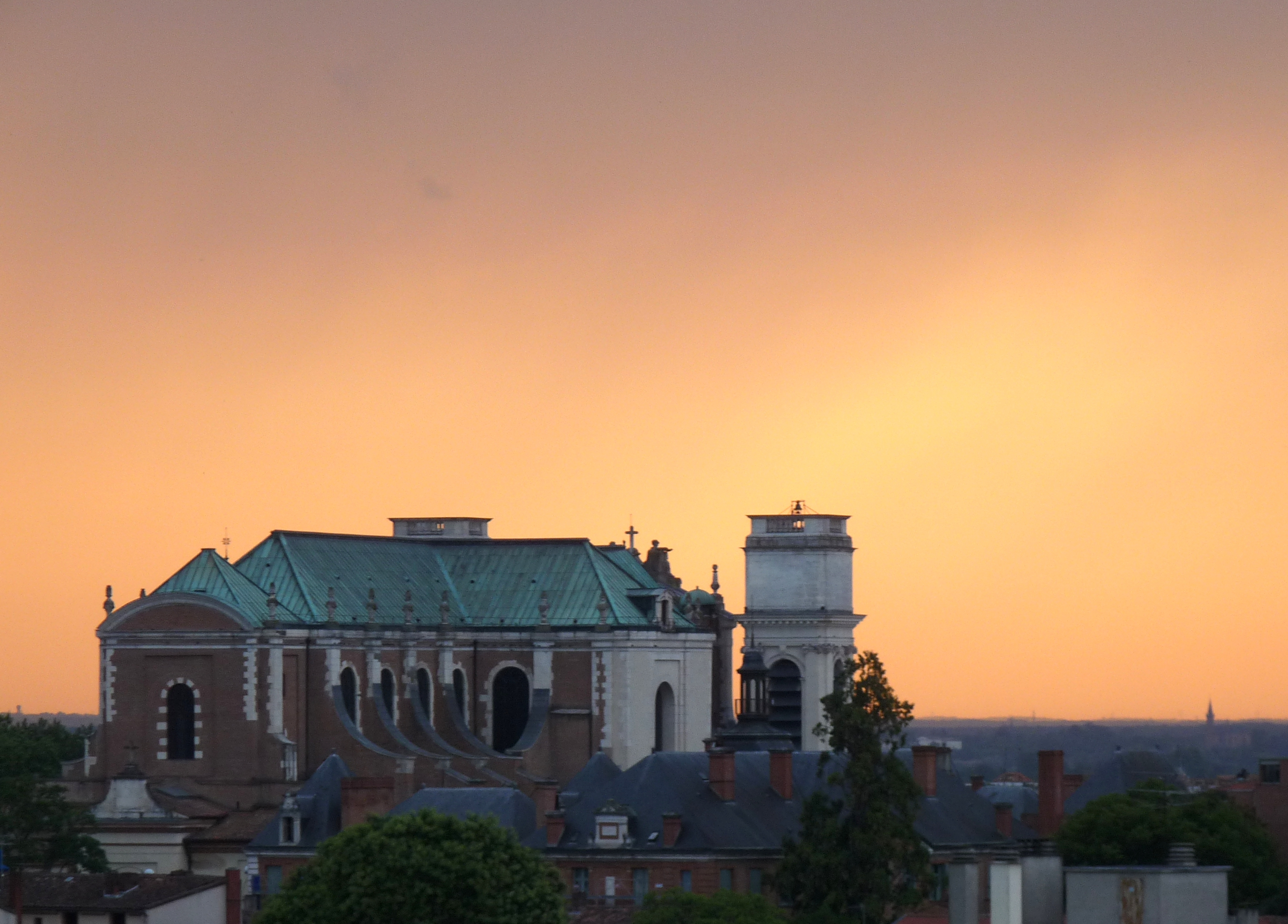
De kathedraal
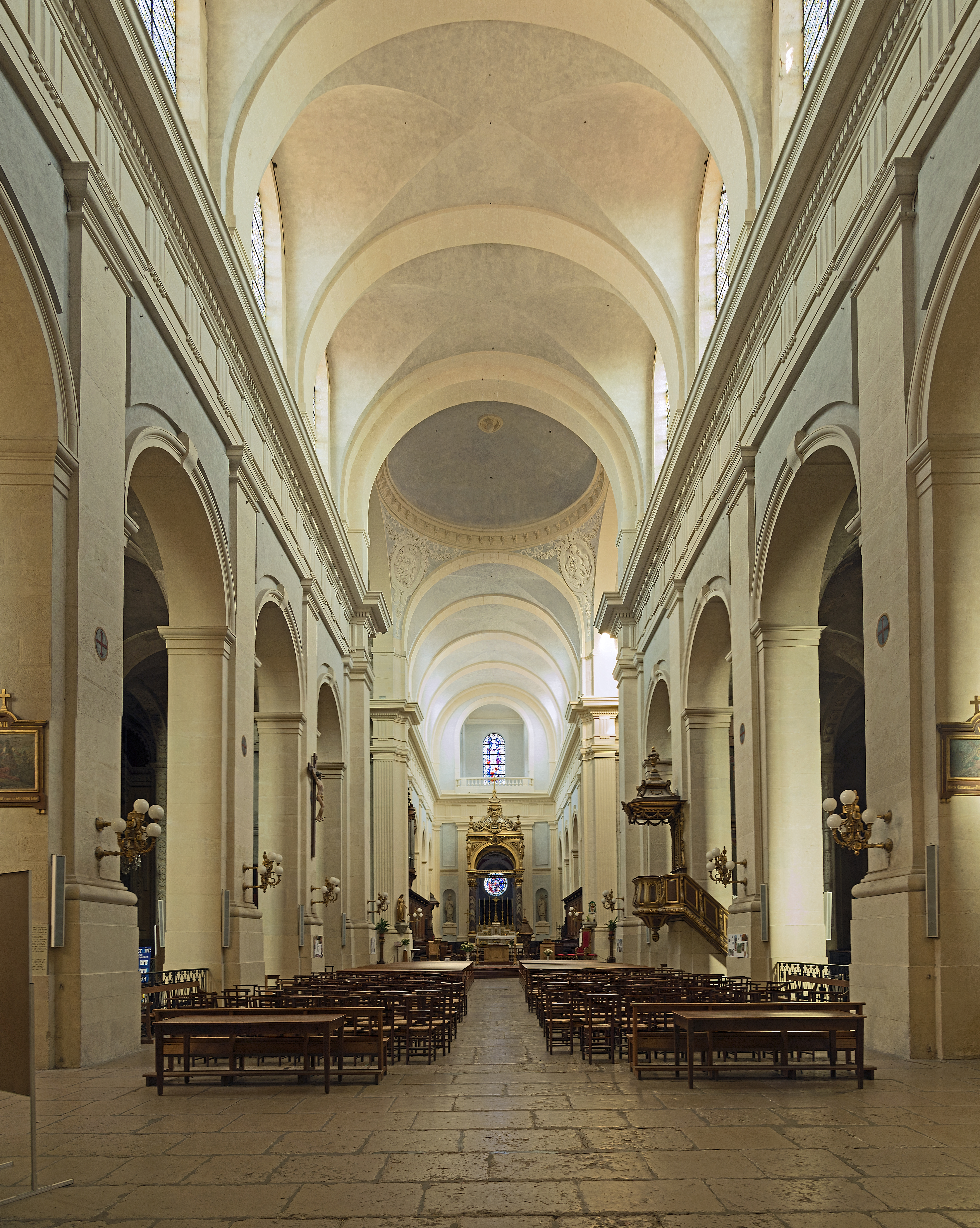
Interieur
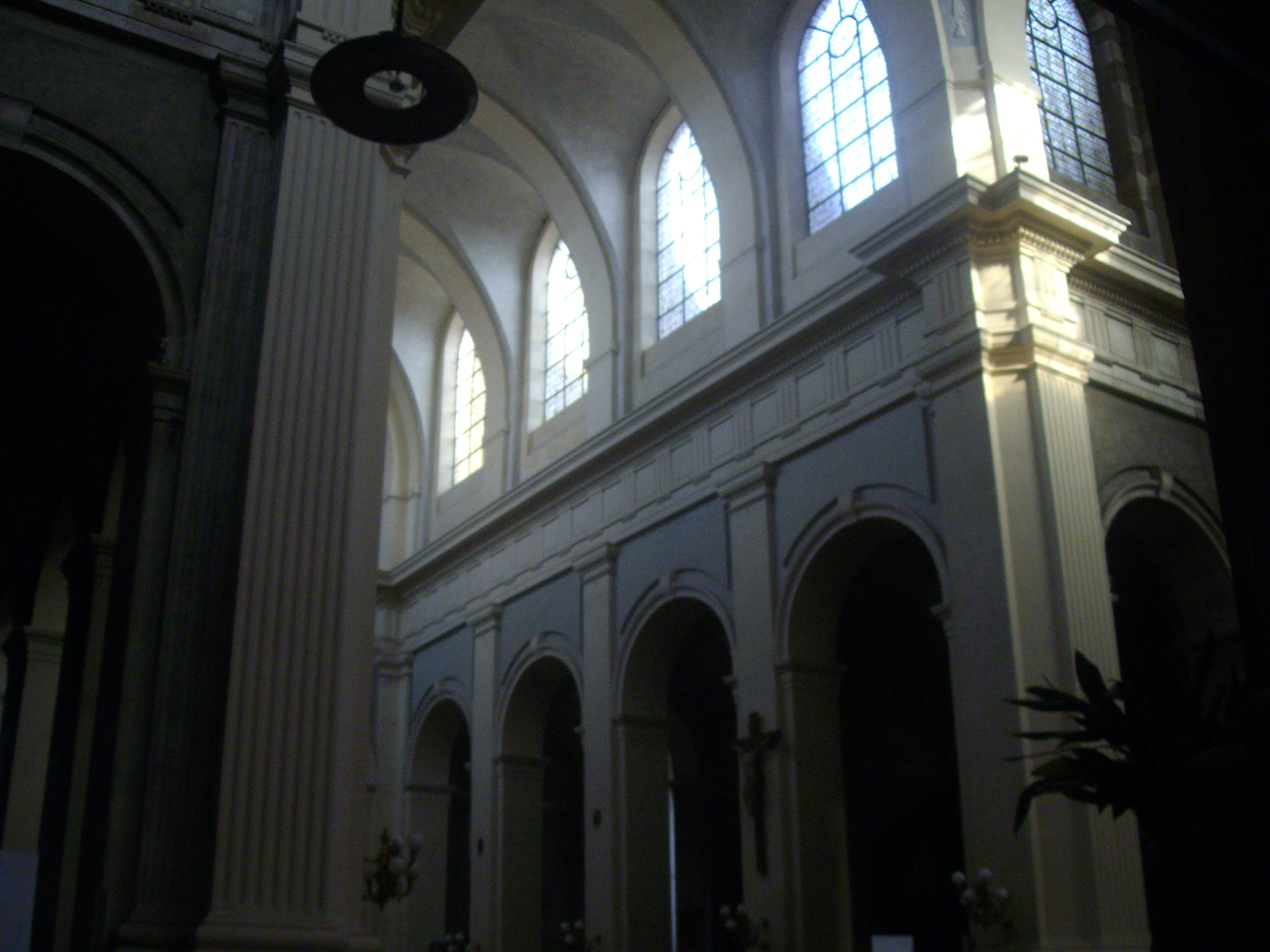
Ramen
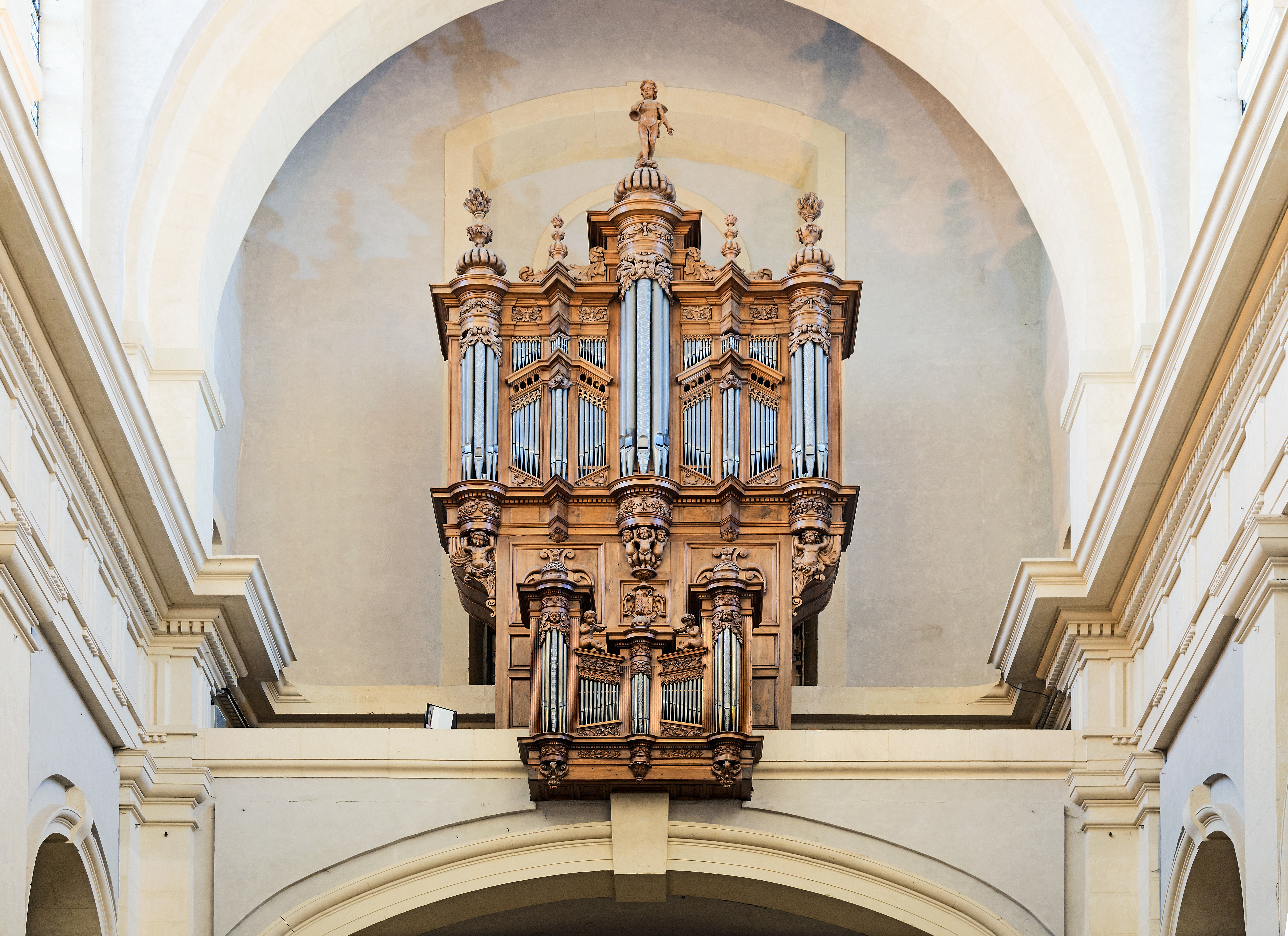
Orgel
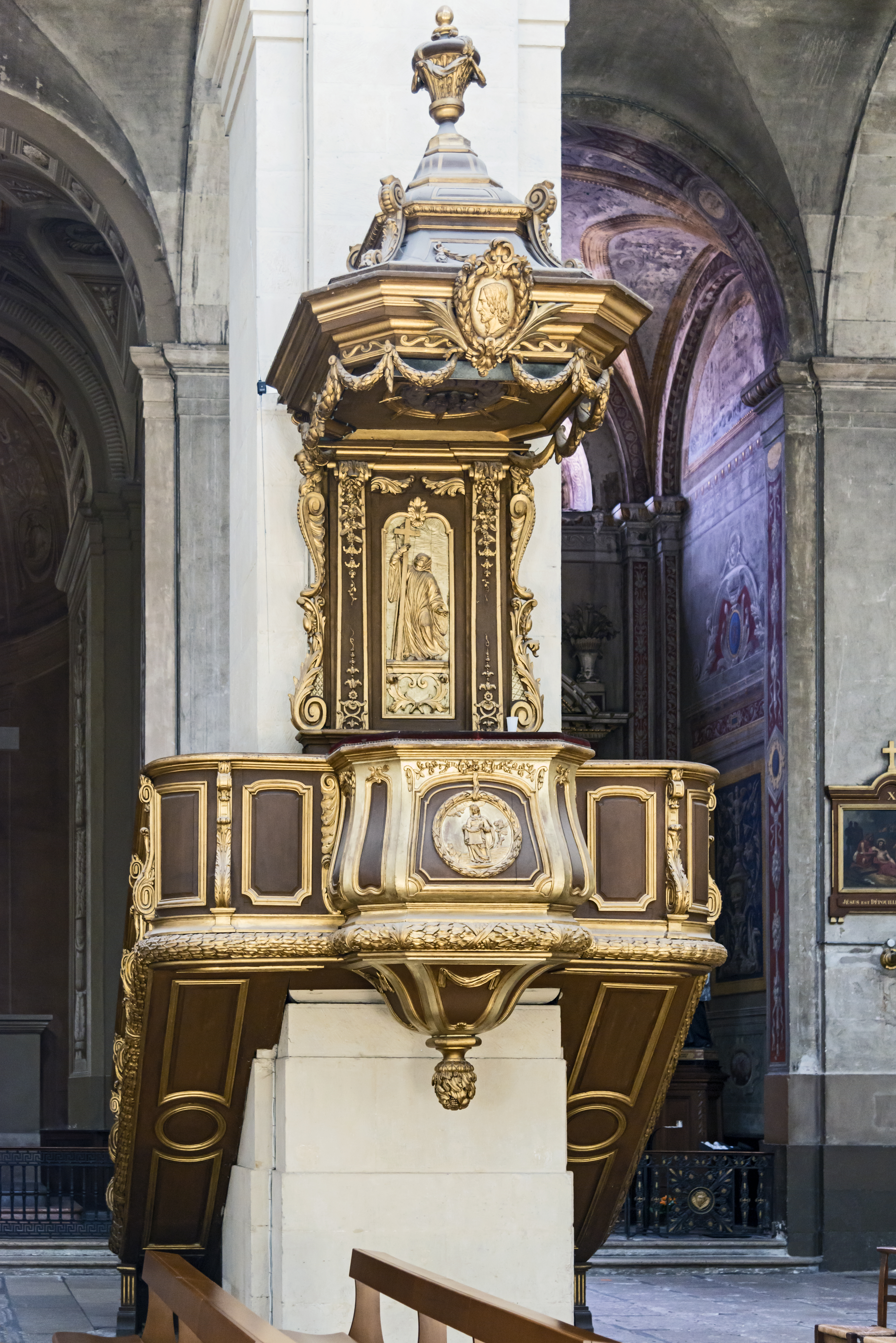
Preekstoel
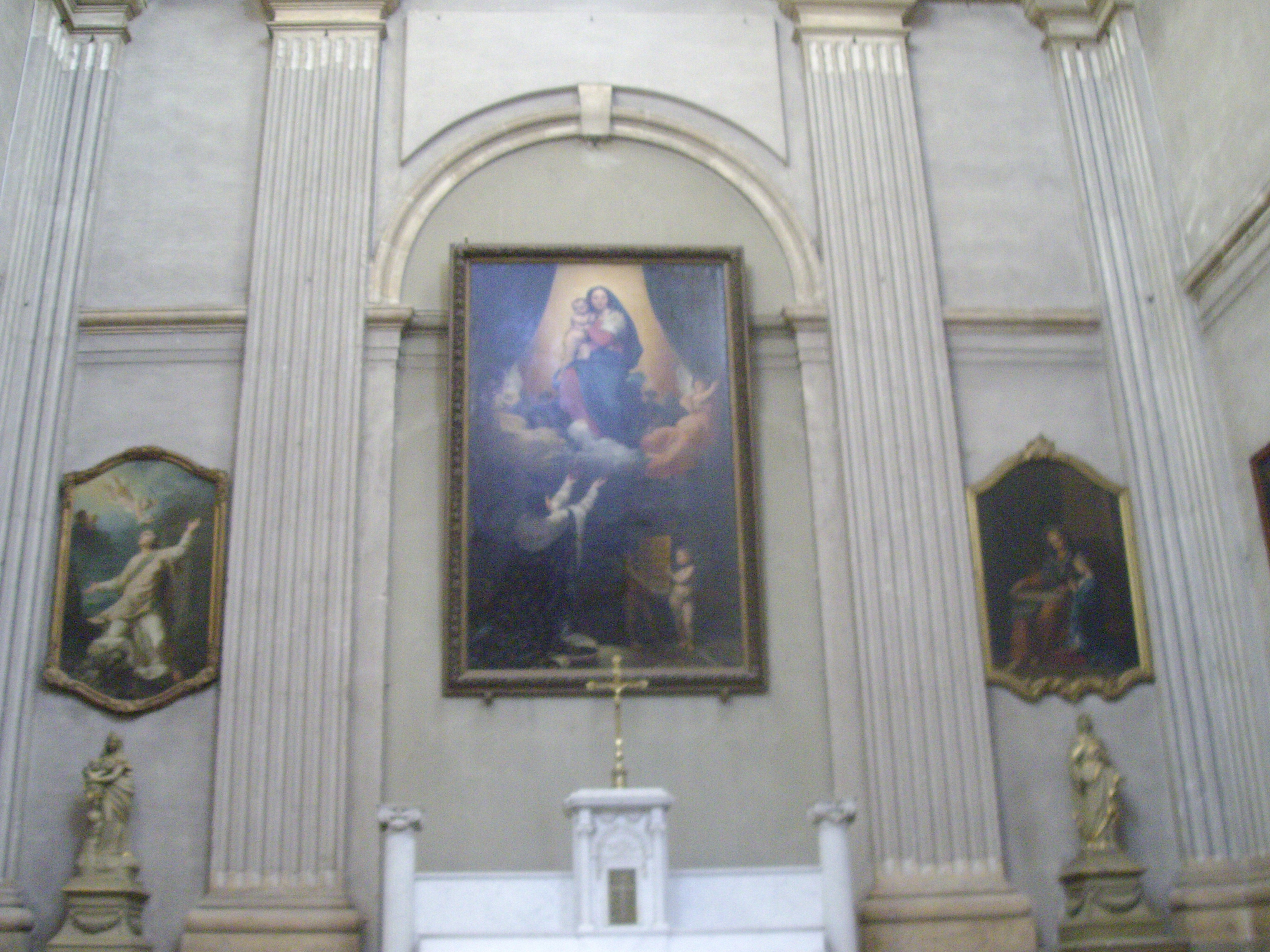
Le Vœu de Louis XIII in situ